# Alcea wilhelminae
Alcea wilhelminae är en malvaväxtart som beskrevs av Harald Harold Udo von Riedl. Alcea wilhelminae ingår i släktet stockrosor, och familjen malvaväxter.

## Underarter
Arten delas in i följande underarter:
- A. w. lineariloba
- A. w. sublacerata